# Engstellensignalisierung

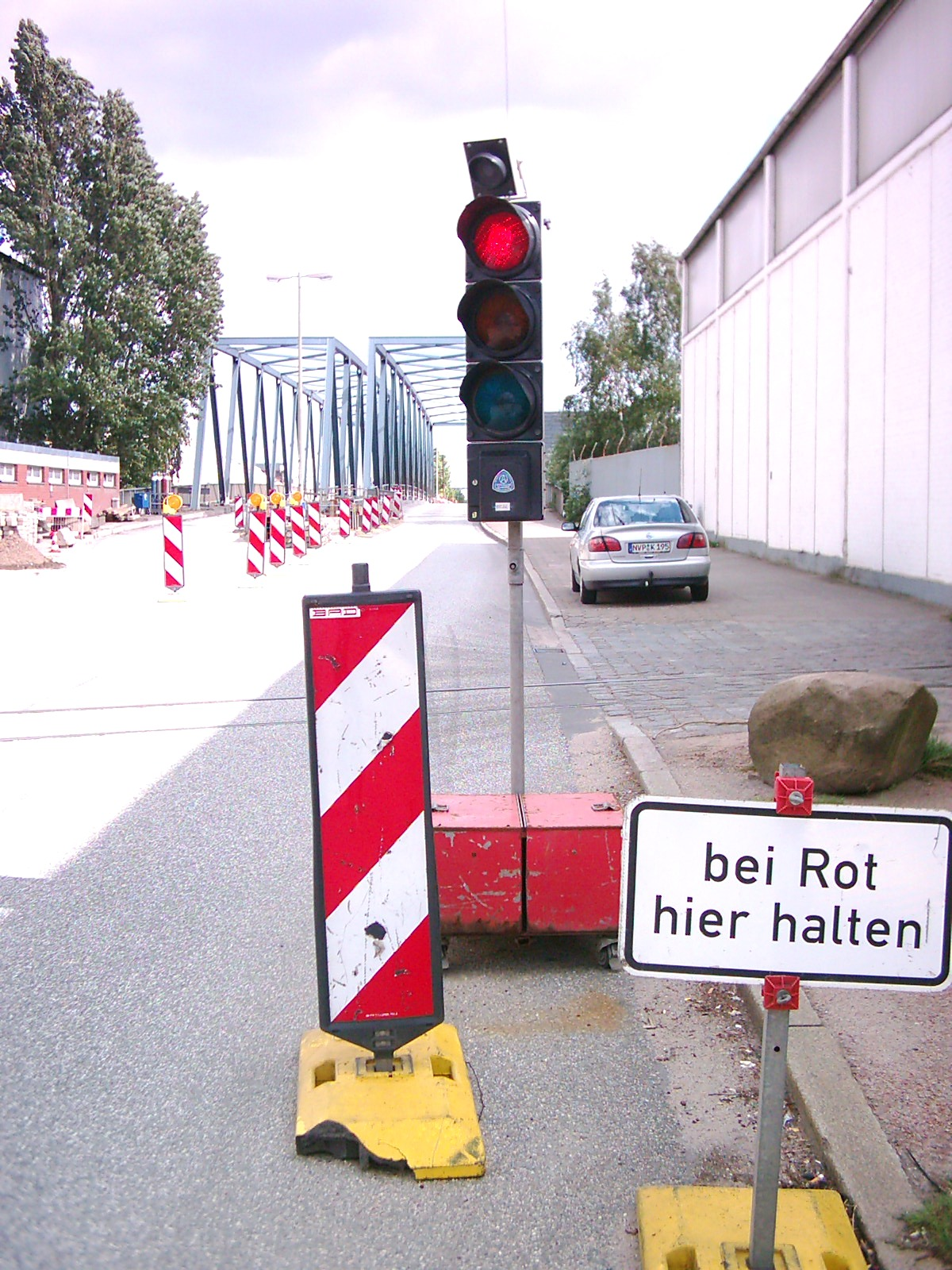
Engstellensignalisierung an einer Arbeitsstelle

Eine Engstellensignalisierung besteht aus einer transportablen Ampelanlage im Bereich einer Arbeitsstelle, die eine wechselseitige Durchfahrmöglichkeit für den fließenden Verkehr gewährleistet. Sie kommt zum Einsatz, wenn nur ein Fahrstreifen für beide Fahrtrichtungen zur Verfügung steht. 
Besitzt die Engstelle eine geringe Länge (kleiner 50 m), sind die Sichtverhältnisse ausreichend oder die Verkehrsstärken gering (bis 500 Kfz/h), so kann auf eine Engstellensignalisierung verzichtet werden. Alternativ kann dann eine Vorrangregelung mit Hilfe von Verkehrszeichen angeordnet werden.

## Normen und Standards
Deutschland
- Richtlinien für die Sicherung von Arbeitsstellen an Straßen (RSA 95)
- Zusätzliche technische Vertragsbedingungen für Sicherungsarbeiten an Arbeitsstellen an Straßen (ZTV-SA 97)
- Richtlinien für Lichtsignalanlagen (RiLSA)